# Feldmaus
Die Feldmaus (Microtus arvalis) ist ein Säugetier aus der Unterfamilie der  Wühlmäuse (Arvicolinae). Sie ist als typischer r-Stratege eines der häufigsten Säugetiere Mitteleuropas und zeigt zyklische Massenvermehrungen.

## Merkmale
Die Kopf-Rumpf-Länge beträgt 90–120 mm, die Schwanzlänge 25–38 mm, die Länge des Hinterfußes 14,5–16 mm, selten bis 17 mm und die Ohrlänge 9–12 mm. Die Tiere wiegen meist 18–40 g, selten bis 51 g. Das Fell ist oberseits gelblich grau, im Westen des Verbreitungsgebietes mehr braun, im Osten mehr grau. Die Unterseite ist weißlich und gelegentlich rostgelb überhaucht.
Die natürliche Lebensdauer der Feldmäuse liegt bei etwa 2–3 Jahren, jedoch werden die meisten Tiere, bedingt durch die natürlichen Gegenspieler, keine 3 Monate alt.

## Verbreitung und Lebensraum
Das Verbreitungsgebiet der Feldmaus umfasst große Teile der westlichen, zentralen Paläarktis. Es reicht in West-Ost-Richtung vom westlichen Spanien und der westlichen Bretagne bis in den Westen der Mongolei. In Nord-Süd-Richtung reicht das Areal vom nördlichen Dänemark und dem äußersten Südosten Finnlands bis Zentralspanien, in den Norden Italiens, den Süden Bulgariens und den Nordosten der Türkei. Isolierte Vorkommen gibt es auf den britischen Orkney-Inseln sowie in der nördlichen zentralen Mongolei und dem angrenzenden Sibirien.
Die Feldmaus bewohnt vor allem die offene, landwirtschaftlich genutzte Kulturlandschaft, also Äcker, kurzgrasige Wiesen und Weiden, aber zum Beispiel auch Dünen und trockene und sehr offene Kiefernwälder.

## Systematik
Neben der Nominatform wird die Unterart M. a. obscurus anerkannt, die sich nur karyologisch von der Nominatform abgrenzen lässt und von manchen Autoren auch als eigene Art betrachtet wurde. Die Verbreitung der beiden Unterarten ist parapatrisch. Die östliche Verbreitungsgrenze von M. a. arvalis verläuft vom Fluss Dnjestr in der Ukraine und Moldawien nach Nordosten; das Areal von M. a. obscurus schließt östlich an das der Nominatform an.
Die Orkney-Feldmaus (Microtus arvalis orcadensis) ist genetisch der kontinentalen Maus (Microtus arvalis) ähnlich. Ihre Überreste wurden in Ablagerungen von Skara Brae und am Ness of Brodgar gefunden, was ihre Anwesenheit auf Orkney seit mindestens 4.600 Jahren belegt. Sie unterscheidet sich von Microtus arvalis dadurch, dass sie deutlich größer wird, die kürzeren runden Ohren und den kürzeren Schwanz.

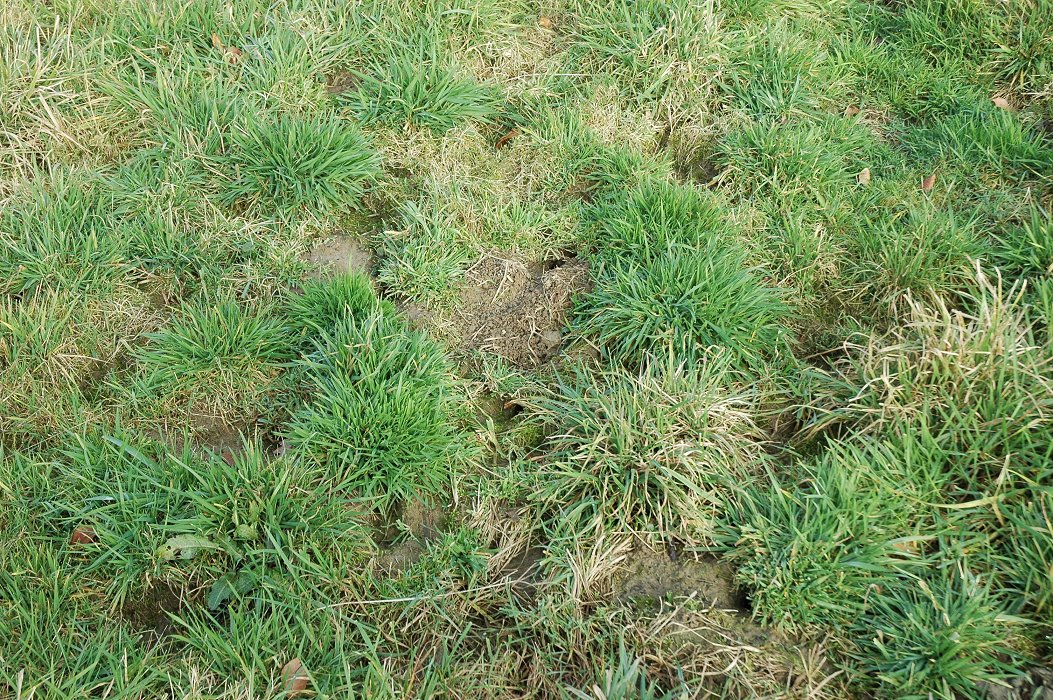
Feldmauskolonie auf Grünland

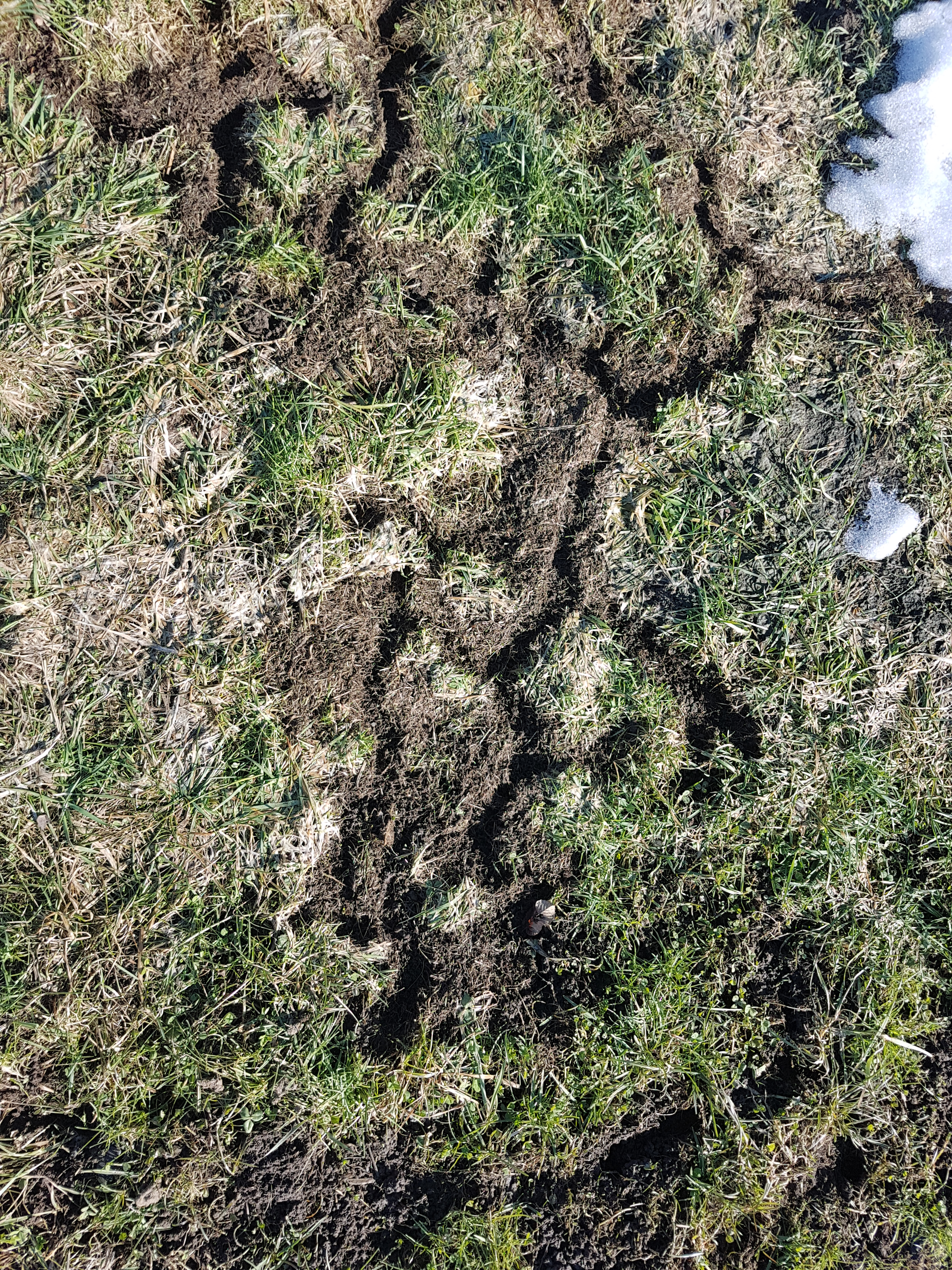
Ausgeaperte Feldmausgänge im Ried in Dornbirn, Vorarlberg, Österreich

## Lebensweise
Die Feldmaus frisst Gras, Kräuter, Sämereien und Getreide. Die Tiere leben in mäßig dichten bis sehr dichten Kolonien in komplexen Erdbauen. Die Eingänge der Baue sind über ein verzweigtes System oberirdischer und zum Teil viele Meter langer Laufgänge miteinander verbunden. In hohem Schnee werden diese Laufgänge nach oben mit Erde ausgekleidet. Die Kotplätze befinden sich in den Laufgängen. Feldmäuse sind tag- und nachtaktiv. Eine Aktivitätsphase dauert drei bis vier Stunden, worauf dann eine ebenso lange Ruhephase folgt.

## Fortpflanzung und Siedlungsdichte
Die Nestkammern liegen meist in etwa 50 cm Tiefe. Die Feldmaus ist ein ausgeprägter r-Stratege und der Bestand schwankt zyklisch sehr stark. Die Art zeigt zahlreiche Anpassungen an eine schnelle Vermehrung bei guten Bedingungen (hohes Nahrungsangebot und günstige Witterung), unter anderem sehr große Würfe mit bis zu 13 Jungen, eine schnelle Wurffolge, eine extrem frühe Geschlechtsreife, eine Fortsetzung der Reproduktion auch im Winter und die Bildung von Nestgemeinschaften durch mehrere Weibchen eines Wurfes, in denen die Weibchen auch fremden Nachwuchs säugen.
Die Tragzeit beträgt im Mittel 21 Tage, die frisch geborenen Jungmäuse wiegen im Mittel 1,4 g. Die Augen öffnen sich im Alter von 11 Tagen; die Säugezeit beträgt 17 bis 19 Tage. Weibchen sind bereits im Alter von 12–14 Tagen geschlechtsreif, das heißt noch während der Säugezeit, und werden dann auch bereits häufig begattet. Die daraus resultierende Trächtigkeit nennt man auch Säuglingsträchtigkeit. Den ersten Wurf kann ein Weibchen daher bereits im Alter von 33 Tagen zur Welt bringen. Begattungen unmittelbar nach der Geburt der Jungen sind häufig, so dass die Weibchen unter optimalen Bedingungen alle 20 Tage werfen können.
Der lokale Bestand schwankt infolge der zyklischen Massenvermehrungen sehr stark. Gradationen mit maximaler Dichte treten in Mitteleuropa meist alle drei Jahre auf, in solchen Jahren können mehr als 1000 Individuen pro Hektar leben. Diese Maximalbestände brechen durch Hunger und Erschöpfung meist plötzlich und sehr schnell zusammen, im Normalfall folgt auf ein Gradationsjahr daher ein sogenanntes Latenzjahr mit sehr niedriger Bestandsdichte.

## Natürliche Feinde
Aufgrund ihrer großen Häufigkeit zumindest in Gradationsjahren stellt die Feldmaus eine Hauptbeute für zahlreiche Greifvögel, Eulen und Raubsäuger dar. In Mitteleuropa sind insbesondere der Turmfalke, die Waldohreule und das Mauswiesel ausgesprochene Feldmausjäger.

## Bestandsreduzierung in Gartenbau und Landwirtschaft
Die Feldmaus gehört seit langem zu den bedeutendsten Schädlingen in Landwirtschaft und Gartenbau.
Insbesondere in Regionen mit besseren, tiefgründigen Ackerböden mit gutem Nahrungsangebot und guter Deckung, in Gegenden  mit Jahresniederschlagsmengen bis 550 mm (Mitteldeutsches Trockengebiet), auf pfluglos bestellten Flächen, auf mit Winterraps oder Wintergetreide bestellten Flächen sowie mehrjährigen Futterkulturen, in Klee- und Grassamenvermehrungsbeständen treten Feldmäuse häufig in erntebedrohenden Quantitäten auf. Die Bekämpfung erfolgt alljährlich mechanisch durch Pflügen (Zerstörung der Gänge und Nistkammern), bei geringem Mäusebefall durch Aufstellung von Sitzkrücken für mäusejagende Greifvögel. Bei hohem Befall erfolgt die Bekämpfung durch Giftköder mit Zinkphosphid. Um die Aufnahme durch Vögel und andere Wildtiere zu vermeiden, müssen die Köder so ausgebracht werden, dass sie nur für die Mäuse zugänglich sind. Das kann durch Ablegen tief in den Feldmausgängen mit Hilfe einer sogenannten Legeflinte oder durch Ausbringen in nur Mäusen zugänglichen Köderstationen geschehen.

## Bestand und Gefährdung
Die Feldmaus ist als eines der häufigsten Säugetiere in Mitteleuropa und in Deutschland ungefährdet; der Weltbestand ist laut IUCN ebenfalls ungefährdet.